# Vivinus
La Vivinus era una casa automobilistica belga, fondata a Schaerbeek (Bruxelles) nel 1890 da Alexis Vivinus (1860-1929).

## Storia
Alexis Vivinus, ingegnere di origine francese trapiantato in Belgio, dopo aver dapprima costruito un motore ausiliario da installare su una bicicletta fondò nel 1899 la Société des Ateliers Vivinus assieme ad un nobile belga e presentò il suo primo modello di piccola automobile dotata di motore monocilindrico raffreddato ad aria.
L'anno seguente gli venne affiancato un secondo modello leggermente maggiore, con motore bicilindrico e esportato anche in alcune altre nazioni europee. Specializzatosi gli anni successivi nella produzione di vetture di media cilindrata, questa volta dotate di motorizzazioni di derivazione De Dion-Bouton raffreddate a liquido, nel 1905 si trasferì in nuovi e più grandi impianti a Bruxelles, ampliando le sue attività anche alla costruzione di motori destinati alla nautica e all'aviazione.
La situazione finanziaria andò però peggiorando e, dopo aver già ridotto la produzione di vetture nel 1907, tutta la società ha completato le sue attività nel 1912 e i suoi impianti produttivi sono stati rilevati dalla Fabrique d'Automobile Belge.